# Dacrydium
Dacrydium es el nombre botánico de un género de coníferas dentro de la familia de las podocarpáceas. Consta de 21 especies de fanerófitos dioicos y perennifolios.
Solander describió el género  en 1786, al que luego fueron incorporándose distintas especies. En 1931, Florin las dividió en 3 secciones: A, B, y C. Las revisiones posteriores dee Laubenfels y Quinn, reclasificaron la sección A en un nuevo género, Falcatifolium, la C en los géneros  Lepidothamnus, Lagarostrobos y Halocarpus, y la B en Dacrydium.
Las especies de este género se hallan en Nueva Zelanda, Nueva Caledonia,  Fiyi las islas Salomón,  Malasia (Nueva Guinea, Indonesia, Filipinas), Tailandia y el sur de China.